# Negla
Negla is een bestuurslaag in het regentschap Brebes van de provincie Midden-Java, Indonesië. Negla telt 14.388 inwoners (volkstelling 2010).